# Hu Shuqin
Pour les articles homonymes, voir Hu.
Dans ce nom chinois, le nom de famille, Hu, précède le nom personnel.
Hu Shuqin (en chinois 胡淑琴, transcrit parfois en Shu-chin Hu ou Shu-ching Hu) est une herpétologiste chinoise, née le 13 février 1914 à Changshu de la province du Jiangsu et morte le 10 décembre 1992 à Chengdu.

## Biographie
Hu Shuqin est diplômée, en 1937, à l’université Soochow à Suzhou, elle y étudie la biologie notamment auprès du zoologiste Cheng-chao Liu. Lors de la seconde guerre sino-japonaise, les deux biologistes partent à Chengdu. Tandis que Liu devient professeur à la West China Union University, Hu travaille à l’université d’Huaxi, à l’université Yenching et à l’institut médical du Sichuan. Elle se marie avec Liu en 1941. En 1960, elle travaille à l’institut de biologie de l’Academia Sinica.
Ses recherches sont intimement liées à celle de Liu, son mari. Ils signent une quarantaine de publications, principalement sur les grenouilles. Malgré les difficultés dues à la guerre, elle fait de nombreuses recherches de terrain. Elle décrit, seule ou avec ses collègues, plus de 120 espèces d’amphibiens. Hu participe à la publication de plusieurs guides de détermination de reptiles et amphibiens chinois. Certaines de ses publications portent son nom sous la forme de Shu-chin Hu ou Shu-ching Hu.

## Taxon nommé en son honneur
- Rana shuchinae Liu, 1950

## Quelques taxons décrits
- Achalinus meiguensis
- Amolops daiyunensis
- Amolops granulosus
- Amolops wuyiensis
- Atympanophrys
- Bombina fortinuptialis
- Bombina microdeladigitora
- Brachytarsophrys
- Bufo cryptotympanicus
- Chaparana quadranus
- Chaparana unculuanus
- Hyla tsinlingensis
- Ingerana xizangensis
- Leptobrachium leishanense
- Ingerana xizangensis
- Microhyla mixtura
- Oreolalax major
- Oreolalax omeimontis
- Oreolalax puxiongensis
- Oreolalax rhodostigmatus
- Paa exilispinosa
- Paa maculosa
- Parapelophryne scalpta
- Rana anlungensis
- Rana chevronta
- Rana kuangwuensis
- Rana lungshengensis
- Rana nigrolineata
- Rana versabilis
- Rana weiningensis
- Scutiger chintingensis
- Theloderma kwangsiense
- Xenopeltis hainanensis
- Xenophrys gigantica
- Xenophrys nankiangensis
- Xenophrys spinata

## Source
- Kraig Adler (2007). Contributions to the History of Herpetology. Volume 2, Society for the study of amphibians and reptiles : 389 p.  (ISBN 0916984710)

 Hu est l’abréviation habituelle de Hu Shuqin en zoologie.

Consulter la liste des abréviations d'auteur en zoologie ou la liste des taxons zoologiques assignés à cet auteur par ZooBank